# Riccardo Gnata
Riccardo Gnata est un gardien international italien de rink hockey né en 1992. Il évolue, en 2015, au sein du H Breganze.

## Palmarès
En 2015, il participe au championnat du monde de rink hockey en France. Il réalise l'exploit de marquer un but contre l'équipe national sud-africaine lors de cette compétition.

## Référence
1. ↑  (pt) « Plantel » [archive du 5 juillet 2015], sur mundial2015.hoqueipt.com (consulté le 22 juin 2015)
2. ↑  « Composition de l’équipe d’Italie de Rink Hockey », sur mondialvendee2015.com (consulté le 22 juin 2015)
3. ↑  (it) Michele Cassano, « Hockey pista », sur oasport.it, 22 juin 2015 (consulté le 4 juillet 2015)